# Post 8 km
Post 8 km (ukr. Пост 8 км; ros. Пост 8 км) – posterunek odgałęźny i przystanek kolejowy w miejscowości Włodzimierz, w rejonie włodzimierskim, w obwodzie wołyńskim, na Ukrainie.